# لييج-باستون-لييج للسيدات 2019
لييج-باستون-لييج للسيدات 2019 (بالفرنسية: Liège-Bastogne-Liège féminin 2019)‏ هو سباق دراجات هوائية، وهو الموسم رقم 3 من السباق، وأقيم في 28 أبريل 2019، وامتدّ لمسافة 138.5 كيلومتر، وهو أحد سباقات طواف العالم للدراجات للنساء 2019، وقد شارك في السباق 140 متسابقاً ووصل إلى نهايته 93 متسابقاً.
فاز فيه بالمركز الأول أنيميك فان فليوتن، وبالمركز الثاني فلورتجي ماكايج، وبالمركز الثالث ديمي فوليرينغ.

## الفرق
| فرق سيدات محترفة (24)- يو أي أيه تيم ‏ - Aromitalia–Basso Bikes–Vaiano ‏ - أيه آر مونكس برو سيكلينج للسيدات ‏ - بيبينك 2019 ‏ - Équipe Paule Ka ‏ - إس دي وركس ‏ - BTC City Ljubljana ‏ - كانيون إس آر إيه إم راسينغ 2019 ‏ - ليف ريسينغ ‏ - كوجياس ميتلر لوك برو 2019 ‏ - دولتشيني فان إيك سبورت 2019 ‏ - FDJ–Suez ‏ - Hagens Berman–Supermint ‏ - Health Mate–Cyclelive Team ‏ - لوتو سودال للسيدات 2019 ‏ - Liv AlUla Jayco ‏ - موفيستار للسيدات ‏ - باركهوتل فالكنبورغ 2019 ‏ - فريق سنويب للسيدات 2019 ‏ - EF Education–Tibco–SVB ‏ - Lidl–Trek (women's team) ‏ - فالكار سيلانس 2019 ‏ - Team Virtu Cycling Women ‏ - Ceratizit Pro Cycling ‏ |  |
| |  |

## التصنيف العام النهائي
| \| التصنيف العام \| التصنيف العام \| التصنيف العام \| التصنيف العام \| التصنيف العام \| \| المتسابقة \| المتسابقة \| الفريق \| الوقت \| \| \| ------------- \| ------------------- \| ------------------------------------- \| ------------- \| ------------- \| \| 1 \| أنيميك فان فليوتن \| Liv AlUla Jayco [الإنجليزية]‏ \| 3 س 42 د 10 ث \| \| \| 2 \| فلورتجي ماكايج \| فريق سنويب للسيدات [الإنجليزية]‏ \| + 1 د 39 ث \| \| \| 3 \| ديمي فوليرينغ \| باركهوتل فالكنبورغ [الإنجليزية]‏ \| + 1 د 43 ث \| \| \| 4 \| ثريا بالادين \| يو أي أيه تيم [الإنجليزية]‏ \| + 1 د 43 ث \| \| \| 5 \| لوسيندا براند \| فريق سنويب للسيدات [الإنجليزية]‏ \| + 1 د 43 ث \| \| \| 6 \| كاتارزينا نيفيادوما \| كانيون–إس آر إيه إم [الإنجليزية]‏ \| + 1 د 43 ث \| \| \| 7 \| Lizzie Deignan \| Lidl–Trek (women's team) [الإنجليزية]‏ \| + 1 د 43 ث \| \| \| 8 \| ألينا أمياليوسيك \| كانيون–إس آر إيه إم [الإنجليزية]‏ \| + 1 د 43 ث \| \| \| 9 \| إليسا ونغو بورغيني \| Lidl–Trek (women's team) [الإنجليزية]‏ \| + 1 د 43 ث \| \| \| 10 \| سيسيلي أوتوب لودفيغ \| Équipe Paule Ka [الإنجليزية]‏ \| + 1 د 43 ث \| \| |                     |                           |               |  |
| |                     |                           |               |  |
| مصدر: ProCyclingStats |                     |                           |               |  |
| التصنيف العام |                     |                           |               |  |
| المتسابقة | المتسابقة           | الفريق                    | الوقت         |  |
| 1 | أنيميك فان فليوتن   | Liv AlUla Jayco ‏          | 3 س 42 د 10 ث |  |
| 2 | فلورتجي ماكايج      | فريق سنويب للسيدات ‏       | + 1 د 39 ث    |  |
| 3 | ديمي فوليرينغ       | باركهوتل فالكنبورغ ‏       | + 1 د 43 ث    |  |
| 4 | ثريا بالادين        | يو أي أيه تيم ‏            | + 1 د 43 ث    |  |
| 5 | لوسيندا براند       | فريق سنويب للسيدات ‏       | + 1 د 43 ث    |  |
| 6 | كاتارزينا نيفيادوما | كانيون–إس آر إيه إم ‏      | + 1 د 43 ث    |  |
| 7 | Lizzie Deignan      | Lidl–Trek (women's team) ‏ | + 1 د 43 ث    |  |
| 8 | ألينا أمياليوسيك    | كانيون–إس آر إيه إم ‏      | + 1 د 43 ث    |  |
| 9 | إليسا ونغو بورغيني  | Lidl–Trek (women's team) ‏ | + 1 د 43 ث    |  |
| 10 | سيسيلي أوتوب لودفيغ | Équipe Paule Ka ‏          | + 1 د 43 ث    |  |

### تصنيف النقاط
| \| تصنيف النقاط \| تصنيف النقاط \| تصنيف النقاط \| تصنيف النقاط \| تصنيف النقاط \| \| المتسابقة \| المتسابقة \| الفريق \| النقاط \| \| \| ------------ \| ------------------- \| ------------------------------------- \| ------------ \| ------------ \| \| 1 \| أنيميك فان فليوتن \| Liv AlUla Jayco [الإنجليزية]‏ \| 850 نقطة \| \| \| 2 \| مارتا باستيانيلي \| Team Virtu Cycling Women [الإنجليزية]‏ \| 710 نقطة \| \| \| 3 \| كاتارزينا نيفيادوما \| كانيون–إس آر إيه إم [الإنجليزية]‏ \| 605 نقطة \| \| \| 4 \| ماريان فوس \| ليف ريسينغ [الإنجليزية]‏ \| 580 نقطة \| \| \| 5 \| سيسيلي أوتوب لودفيغ \| Équipe Paule Ka [الإنجليزية]‏ \| 490 نقطة \| \| \| 6 \| كيرستن وايلد \| Ceratizit Pro Cycling [الإنجليزية]‏ \| 450 نقطة \| \| \| 7 \| أنيكا لانغفاد \| إس دي وركس [الإنجليزية]‏ \| 390 نقطة \| \| \| 8 \| لورينا ويبيس \| باركهوتل فالكنبورغ [الإنجليزية]‏ \| 305 نقطة \| \| \| 9 \| أنا فان دير بريغين \| إس دي وركس [الإنجليزية]‏ \| 285 نقطة \| \| \| 10 \| لوت كوبيكي \| لوتو بيليسول للسيدات [الإنجليزية]‏ \| 283 نقطة \| \| |                     |                           |          |  |
| |                     |                           |          |  |
| مصدر: ProCyclingStats |                     |                           |          |  |
| تصنيف النقاط |                     |                           |          |  |
| المتسابقة | المتسابقة           | الفريق                    | النقاط   |  |
| 1 | أنيميك فان فليوتن   | Liv AlUla Jayco ‏          | 850 نقطة |  |
| 2 | مارتا باستيانيلي    | Team Virtu Cycling Women ‏ | 710 نقطة |  |
| 3 | كاتارزينا نيفيادوما | كانيون–إس آر إيه إم ‏      | 605 نقطة |  |
| 4 | ماريان فوس          | ليف ريسينغ ‏               | 580 نقطة |  |
| 5 | سيسيلي أوتوب لودفيغ | Équipe Paule Ka ‏          | 490 نقطة |  |
| 6 | كيرستن وايلد        | Ceratizit Pro Cycling ‏    | 450 نقطة |  |
| 7 | أنيكا لانغفاد       | إس دي وركس ‏               | 390 نقطة |  |
| 8 | لورينا ويبيس        | باركهوتل فالكنبورغ ‏       | 305 نقطة |  |
| 9 | أنا فان دير بريغين  | إس دي وركس ‏               | 285 نقطة |  |
| 10 | لوت كوبيكي          | لوتو بيليسول للسيدات ‏     | 283 نقطة |  |

### الفرق حسب النقاط
| \| ترتيب الفرق حسب النقاط \| ترتيب الفرق حسب النقاط \| ترتيب الفرق حسب النقاط \| ترتيب الفرق حسب النقاط \| \| الفريق \| الفريق \| النقاط \| \| \| ---------------------- \| -------------------------------------------- \| ---------------------- \| ---------------------- \| \| 1 \| إس دي وركس [الإنجليزية]‏ \| 1319 نقطة \| \| \| 2 \| Liv AlUla Jayco [الإنجليزية]‏ \| 1158 نقطة \| \| \| 3 \| كانيون إس آر إيه إم راسينغ 2019 [الإنجليزية]‏ \| 888 نقطة \| \| \| 4 \| Team Virtu Cycling Women [الإنجليزية]‏ \| 879 نقطة \| \| \| 5 \| ليف ريسينغ [الإنجليزية]‏ \| 761 نقطة \| \| \| 6 \| Lidl–Trek (women's team) [الإنجليزية]‏ \| 707 نقطة \| \| \| 7 \| فريق سنويب للسيدات 2019 [الإنجليزية]‏ \| 628 نقطة \| \| \| 8 \| باركهوتل فالكنبورغ 2019 [الإنجليزية]‏ \| 606 نقطة \| \| \| 9 \| Équipe Paule Ka [الإنجليزية]‏ \| 584 نقطة \| \| \| 10 \| Ceratizit Pro Cycling [الإنجليزية]‏ \| 576 نقطة \| \| |                                  |           |  |
| |                                  |           |  |
| مصدر: ProCyclingStats |                                  |           |  |
| ترتيب الفرق حسب النقاط |                                  |           |  |
| الفريق | الفريق                           | النقاط    |  |
| 1 | إس دي وركس ‏                      | 1319 نقطة |  |
| 2 | Liv AlUla Jayco ‏                 | 1158 نقطة |  |
| 3 | كانيون إس آر إيه إم راسينغ 2019 ‏ | 888 نقطة  |  |
| 4 | Team Virtu Cycling Women ‏        | 879 نقطة  |  |
| 5 | ليف ريسينغ ‏                      | 761 نقطة  |  |
| 6 | Lidl–Trek (women's team) ‏        | 707 نقطة  |  |
| 7 | فريق سنويب للسيدات 2019 ‏         | 628 نقطة  |  |
| 8 | باركهوتل فالكنبورغ 2019 ‏         | 606 نقطة  |  |
| 9 | Équipe Paule Ka ‏                 | 584 نقطة  |  |
| 10 | Ceratizit Pro Cycling ‏           | 576 نقطة  |  |

## المشاركون
| إس دي وركس ‏ DLT | إس دي وركس ‏ DLT           | إس دي وركس ‏ DLT |
| --------------- | ------------------------- | --------------- |
| م               | عداء                      | مرتبة           |
| 1               | أنا فان دير بريغين (طريق) | 12              |
| 2               | Chantal Blaak (طريق)      | 45              |
| 3               | إيفا بورمان               | 43              |
| 4               | كاتي هال                  | 16              |
| 5               | أنيكا لانغفاد             | 14              |
| 6               | ايمي بيترز                | 44              |

| Liv AlUla Jayco ‏ MTS | Liv AlUla Jayco ‏ MTS | Liv AlUla Jayco ‏ MTS |
| -------------------- | -------------------- | -------------------- |
| م                    | عداء                 | مرتبة                |
| 11                   | أنيميك فان فليوتن    | 1                    |
| 12                   | جيسيكا ألين          | OTL                  |
| 13                   | لوسي كينيدي          | 67                   |
| 14                   | سارة روي             | 82                   |
| 15                   | أماندا سبرات         | 11                   |
| 16                   | Moniek Tenniglo ‏     | 92                   |

| ليف ريسينغ ‏ CCC | ليف ريسينغ ‏ CCC           | ليف ريسينغ ‏ CCC |
| --------------- | ------------------------- | --------------- |
| م               | عداء                      | مرتبة           |
| 21              | آشلي مولمان (طريق)        | لم يكمل السباق  |
| 22              | Jeanne Korevaar ‏          | 76              |
| 23              | ريجان ماركوس              | 41              |
| 24              | Pauliena Rooijakkers ‏     | لم يكمل السباق  |
| 25              | Agnieszka Skalniak-Sójka ‏ | 49              |
| 26              | ماريان فوس                | 21              |

| Lidl–Trek (women's team) ‏ TFS | Lidl–Trek (women's team) ‏ TFS | Lidl–Trek (women's team) ‏ TFS |
| ----------------------------- | ----------------------------- | ----------------------------- |
| م                             | عداء                          | مرتبة                         |
| 31                            | Lizzie Deignan                | 7                             |
| 32                            | إليسا ونغو بورغيني            | 9                             |
| 33                            | Jolanda Neff ‏ (طريق)          | 23                            |
| 34                            | Ellen van Dijk                | 13                            |
| 35                            | تايلر وايلز                   | 46                            |
| 36                            | روث ويندر                     | لم يكمل السباق                |

| كانيون–إس آر إيه إم ‏ CSR | كانيون–إس آر إيه إم ‏ CSR | كانيون–إس آر إيه إم ‏ CSR |
| ------------------------ | ------------------------ | ------------------------ |
| م                        | عداء                     | مرتبة                    |
| 41                       | كاتارزينا نيفيادوما      | 6                        |
| 42                       | ألينا أمياليوسيك (طريق)  | 8                        |
| 43                       | Alice Barnes             | 85                       |
| 44                       | هانا بارنز               | 65                       |
| 45                       | هانا لودفيغ              | 91                       |
| 46                       | Omer Shapira ‏            | 70                       |

| FDJ–Suez ‏ FDJ | FDJ–Suez ‏ FDJ       | FDJ–Suez ‏ FDJ |
| ------------- | ------------------- | ------------- |
| م             | عداء                | مرتبة         |
| 51            | Shara Gillow        | 42            |
| 52            | أوجيني دوفال        | 75            |
| 53            | إميليا فهلين (طريق) | 22            |
| 54            | Victorie Guilman ‏   | 36            |
| 55            | لورين كيتشن         | OTL           |
| 56            | Évita Muzic ‏        | 32            |

| فريق سنويب للسيدات ‏ SUN | فريق سنويب للسيدات ‏ SUN | فريق سنويب للسيدات ‏ SUN |
| ----------------------- | ----------------------- | ----------------------- |
| م                       | عداء                    | مرتبة                   |
| 62                      | لوسيندا براند           | 5                       |
| 63                      | ليا كيرشمان             | 18                      |
| 64                      | جولييت لابوس            | 31                      |
| 65                      | فلورتجي ماكايج          | 2                       |
| 66                      | Coryn Rivera (طريق)     | 77                      |
| 68                      | ليان ليبرت (طريق)       | لم يكمل السباق          |

| Ceratizit Pro Cycling ‏ WNT | Ceratizit Pro Cycling ‏ WNT | Ceratizit Pro Cycling ‏ WNT |
| -------------------------- | -------------------------- | -------------------------- |
| م                          | عداء                       | مرتبة                      |
| 71                         | إيريكا ماجندي              | 72                         |
| 72                         | Kathrin Hammes ‏            | 56                         |
| 73                         | Gabrielle Pilote Fortin ‏   | لم يكمل السباق             |
| 74                         | أني سانستيبان              | 28                         |
| 76                         | Lara Vieceli ‏              | لم يكمل السباق             |
| 78                         | Sarah Rijkes ‏              | 86                         |

| EF Education–Tibco–SVB ‏ TIB | EF Education–Tibco–SVB ‏ TIB | EF Education–Tibco–SVB ‏ TIB |
| --------------------------- | --------------------------- | --------------------------- |
| م                           | عداء                        | مرتبة                       |
| 82                          | أليسون جاكسون               | 51                          |
| 83                          | نينا كيسلر                  | لم يكمل السباق              |
| 84                          | Shannon Malseed ‏            | 60                          |
| 85                          | Rozanne Slik ‏               | لم يكمل السباق              |
| 86                          | لورين ستيفنز                | لم يكمل السباق              |

| BTC City Ljubljana ‏ BTC | BTC City Ljubljana ‏ BTC | BTC City Ljubljana ‏ BTC |
| ----------------------- | ----------------------- | ----------------------- |
| م                       | عداء                    | مرتبة                   |
| 91                      | Anastasia Chursina      | 58                      |
| 92                      | Urška Bravec ‏           | لم يكمل السباق          |
| 93                      | Anja Longyka ‏           | لم يكمل السباق          |
| 94                      | حنا نيلسون              | 53                      |
| 95                      | Urša Pintar ‏            | 80                      |
| 96                      | Urška Žigart ‏           | 87                      |

| Team Virtu Cycling Women ‏ TVC | Team Virtu Cycling Women ‏ TVC | Team Virtu Cycling Women ‏ TVC |
| ----------------------------- | ----------------------------- | ----------------------------- |
| م                             | عداء                          | مرتبة                         |
| 101                           | Sara Penton ‏                  | 93                            |
| 102                           | Katrine Aalerud ‏              | 62                            |
| 103                           | صوفيا بيرتيزولو               | 20                            |
| 104                           | لويز هانسن                    | 88                            |
| 105                           | أنوسكا كوستر                  | 38                            |
| 106                           | Rachel Neylan ‏                | 61                            |

| يو أي أيه تيم ‏ ALE | يو أي أيه تيم ‏ ALE   | يو أي أيه تيم ‏ ALE |
| ------------------ | -------------------- | ------------------ |
| م                  | عداء                 | مرتبة              |
| 111                | ثريا بالادين         | 4                  |
| 112                | كلو هوسكينغ          | لم يكمل السباق     |
| 113                | رومي كاسبر           | 81                 |
| 114                | Diana Peñuela ‏       | لم يكمل السباق     |
| 115                | Nadia Quagliotto ‏    | 63                 |
| 116                | Eri Yonamine ‏ (طريق) | 74                 |

| موفيستار للسيدات ‏ MOV | موفيستار للسيدات ‏ MOV       | موفيستار للسيدات ‏ MOV |
| --------------------- | --------------------------- | --------------------- |
| م                     | عداء                        | مرتبة                 |
| 121                   | مارغريتا فيكتوريا غارسيا    | 17                    |
| 122                   | أود بيانيك (طريق)           | 19                    |
| 124                   | ماغورزاتا جاسيسكا (طريق)    | 24                    |
| 125                   | Lorena Llamas ‏              | 73                    |
| 126                   | إيدر ميرينو كورتازار (طريق) | 30                    |
| 127                   | غلوريا رودريغيز             | لم يكمل السباق        |

| Équipe Paule Ka ‏ BIG | Équipe Paule Ka ‏ BIG | Équipe Paule Ka ‏ BIG |
| -------------------- | -------------------- | -------------------- |
| م                    | عداء                 | مرتبة                |
| 131                  | سيسيلي أوتوب لودفيغ  | 10                   |
| 132                  | Elizabeth Banks      | 48                   |
| 133                  | Elise Chabbey ‏       | 37                   |
| 134                  | Nikola Nosková ‏      | 39                   |
| 135                  | Mikayla Harvey ‏      | 26                   |
| 136                  | صوفي رايت            | 89                   |

| أيه آر مونكس برو سيكلينج للسيدات ‏ ASA | أيه آر مونكس برو سيكلينج للسيدات ‏ ASA | أيه آر مونكس برو سيكلينج للسيدات ‏ ASA |
| ------------------------------------- | ------------------------------------- | ------------------------------------- |
| م                                     | عداء                                  | مرتبة                                 |
| 142                                   | Marie-Soleil Blais ‏                   | لم يكمل السباق                        |
| 143                                   | Marina Kurnossova ‏                    | لم يكمل السباق                        |
| 144                                   | إيلينا بيروني                         | لم يكمل السباق                        |
| 146                                   | Olga Shekel ‏ (طريق)                   | 52                                    |

| لوتو بيليسول للسيدات ‏ LSL | لوتو بيليسول للسيدات ‏ LSL | لوتو بيليسول للسيدات ‏ LSL |
| ------------------------- | ------------------------- | ------------------------- |
| م                         | عداء                      | مرتبة                     |
| 151                       | Julie Van de Velde ‏       | 15                        |
| 152                       | Danique Braam ‏            | لم يكمل السباق            |
| 153                       | Dani Christmas ‏           | 55                        |
| 154                       | Marie Dessart ‏            | OTL                       |
| 155                       | شانتال هوفمان             | لم يكمل السباق            |
| 156                       | كيلي فان دن ستين          | 34                        |

| Aromitalia–Basso Bikes–Vaiano ‏ VAI | Aromitalia–Basso Bikes–Vaiano ‏ VAI | Aromitalia–Basso Bikes–Vaiano ‏ VAI |
| ---------------------------------- | ---------------------------------- | ---------------------------------- |
| م                                  | عداء                               | مرتبة                              |
| 161                                | راسا ليليفيتو (طريق)               | لم يكمل السباق                     |
| 162                                | Sofia Beggin ‏                      | 78                                 |
| 163                                | Letizia Borghesi ‏                  | 35                                 |
| 164                                | Angelica Brogi ‏                    | لم يكمل السباق                     |
| 165                                | Carmela Cipriani ‏                  | 69                                 |
| 166                                | Nicole Nesti ‏                      | لم يكمل السباق                     |

| باركهوتل فالكنبورغ ‏ PHV | باركهوتل فالكنبورغ ‏ PHV | باركهوتل فالكنبورغ ‏ PHV |
| ----------------------- | ----------------------- | ----------------------- |
| م                       | عداء                    | مرتبة                   |
| 171                     | صوفي دي فوست            | 68                      |
| 172                     | Nina Buijsman ‏          | لم يكمل السباق          |
| 173                     | Belle de Gast ‏          | OTL                     |
| 174                     | روكسان كنيتيمان         | 33                      |
| 175                     | إستر فان فيين           | 79                      |
| 176                     | ديمي فوليرينغ           | 3                       |

| بيبينك ‏ BPK | بيبينك ‏ BPK       | بيبينك ‏ BPK    |
| ----------- | ----------------- | -------------- |
| م           | عداء              | مرتبة          |
| 181         | تاتيانا جوديرزو   | 25             |
| 182         | Vania Canvelli ‏   | لم يكمل السباق |
| 183         | سيمونا فرايبسي    | لم يكمل السباق |
| 184         | Katia Ragusa ‏     | 47             |
| 185         | Nicole Steigenga ‏ | لم يكمل السباق |
| 186         | Silvia Valsecchi ‏ | لم يكمل السباق |

| فالكار سيلانس ‏ VAL | فالكار سيلانس ‏ VAL   | فالكار سيلانس ‏ VAL |
| ------------------ | -------------------- | ------------------ |
| م                  | عداء                 | مرتبة              |
| 191                | مارتا كافالي (طريق)  | 27                 |
| 192                | Alice Maria Arzuffi ‏ | لم يكمل السباق     |
| 193                | إليسا بالسامو        | 83                 |
| 194                | Vittoria Guazzini ‏   | 50                 |
| 195                | Barbara Malcotti ‏    | لم يكمل السباق     |
| 196                | Dalia Muccioli ‏      | 84                 |

| Health Mate–Cyclelive Team ‏ HMT | Health Mate–Cyclelive Team ‏ HMT | Health Mate–Cyclelive Team ‏ HMT |
| ------------------------------- | ------------------------------- | ------------------------------- |
| م                               | عداء                            | مرتبة                           |
| 202                             | Veronika Kormos ‏                | لم يكمل السباق                  |
| 203                             | Esther Meisels ‏                 | لم يكمل السباق                  |
| 204                             | Christina Schweinberger ‏        | لم يكمل السباق                  |
| 205                             | Suzanne Verhoeven ‏              | OTL                             |
| 206                             | Kylie Waterreus ‏                | 90                              |

| Hagens Berman–Supermint ‏ HBS | Hagens Berman–Supermint ‏ HBS | Hagens Berman–Supermint ‏ HBS |
| ---------------------------- | ---------------------------- | ---------------------------- |
| م                            | عداء                         | مرتبة                        |
| 211                          | ليلي وليامز                  | 71                           |
| 212                          | ويتني أليسون                 | 66                           |
| 213                          | Leigh Ann Ganzar ‏            | 54                           |
| 214                          | ليندسي غولدمان               | 59                           |
| 215                          | هارييت أوين                  | لم يكمل السباق               |
| 216                          | Liza Rachetto ‏               | لم يكمل السباق               |

| فريق كوجياس ميتلر لوك برو للدراجات ‏ CGS | فريق كوجياس ميتلر لوك برو للدراجات ‏ CGS | فريق كوجياس ميتلر لوك برو للدراجات ‏ CGS |
| --------------------------------------- | --------------------------------------- | --------------------------------------- |
| م                                       | عداء                                    | مرتبة                                   |
| 221                                     | Maria Novolodskaya ‏                     | 29                                      |
| 222                                     | غولناز خاتونتسيفا                       | لم يكمل السباق                          |
| 223                                     | Antri Christoforou ‏ (طريق)              | 40                                      |
| 224                                     | Olga Deyko ‏                             | لم يكمل السباق                          |
| 225                                     | Elizaveta Oshurkova ‏                    | لم يكمل السباق                          |
| 226                                     | Anastasiia Pliaskina ‏                   | لم يكمل السباق                          |

| دولتشيني فان إيك بروكسيموس ‏ DVE | دولتشيني فان إيك بروكسيموس ‏ DVE | دولتشيني فان إيك بروكسيموس ‏ DVE |
| ------------------------------- | ------------------------------- | ------------------------------- |
| م                               | عداء                            | مرتبة                           |
| 231                             | Tetyana Riabchenko              | 64                              |
| 232                             | Séverine Eraud ‏                 | لم يكمل السباق                  |
| 233                             | Pascale Jeuland-Tranchant       | لم يكمل السباق                  |
| 234                             | Marion Sicot ‏                   | 57                              |
| 235                             | Saartje Vandenbroucke ‏          | لم يكمل السباق                  |
| 237                             | Mieke Docx ‏                     | لم يكمل السباق                  |

| إس دي وركس ‏ DLT | إس دي وركس ‏ DLT           | إس دي وركس ‏ DLT |
| --------------- | ------------------------- | --------------- |
| م               | عداء                      | مرتبة           |
| 1               | أنا فان دير بريغين (طريق) | 12              |
| 2               | Chantal Blaak (طريق)      | 45              |
| 3               | إيفا بورمان               | 43              |
| 4               | كاتي هال                  | 16              |
| 5               | أنيكا لانغفاد             | 14              |
| 6               | ايمي بيترز                | 44              |

| Liv AlUla Jayco ‏ MTS | Liv AlUla Jayco ‏ MTS | Liv AlUla Jayco ‏ MTS |
| -------------------- | -------------------- | -------------------- |
| م                    | عداء                 | مرتبة                |
| 11                   | أنيميك فان فليوتن    | 1                    |
| 12                   | جيسيكا ألين          | OTL                  |
| 13                   | لوسي كينيدي          | 67                   |
| 14                   | سارة روي             | 82                   |
| 15                   | أماندا سبرات         | 11                   |
| 16                   | Moniek Tenniglo ‏     | 92                   |

| ليف ريسينغ ‏ CCC | ليف ريسينغ ‏ CCC           | ليف ريسينغ ‏ CCC |
| --------------- | ------------------------- | --------------- |
| م               | عداء                      | مرتبة           |
| 21              | آشلي مولمان (طريق)        | لم يكمل السباق  |
| 22              | Jeanne Korevaar ‏          | 76              |
| 23              | ريجان ماركوس              | 41              |
| 24              | Pauliena Rooijakkers ‏     | لم يكمل السباق  |
| 25              | Agnieszka Skalniak-Sójka ‏ | 49              |
| 26              | ماريان فوس                | 21              |

| Lidl–Trek (women's team) ‏ TFS | Lidl–Trek (women's team) ‏ TFS | Lidl–Trek (women's team) ‏ TFS |
| ----------------------------- | ----------------------------- | ----------------------------- |
| م                             | عداء                          | مرتبة                         |
| 31                            | Lizzie Deignan                | 7                             |
| 32                            | إليسا ونغو بورغيني            | 9                             |
| 33                            | Jolanda Neff ‏ (طريق)          | 23                            |
| 34                            | Ellen van Dijk                | 13                            |
| 35                            | تايلر وايلز                   | 46                            |
| 36                            | روث ويندر                     | لم يكمل السباق                |

| كانيون–إس آر إيه إم ‏ CSR | كانيون–إس آر إيه إم ‏ CSR | كانيون–إس آر إيه إم ‏ CSR |
| ------------------------ | ------------------------ | ------------------------ |
| م                        | عداء                     | مرتبة                    |
| 41                       | كاتارزينا نيفيادوما      | 6                        |
| 42                       | ألينا أمياليوسيك (طريق)  | 8                        |
| 43                       | Alice Barnes             | 85                       |
| 44                       | هانا بارنز               | 65                       |
| 45                       | هانا لودفيغ              | 91                       |
| 46                       | Omer Shapira ‏            | 70                       |

| FDJ–Suez ‏ FDJ | FDJ–Suez ‏ FDJ       | FDJ–Suez ‏ FDJ |
| ------------- | ------------------- | ------------- |
| م             | عداء                | مرتبة         |
| 51            | Shara Gillow        | 42            |
| 52            | أوجيني دوفال        | 75            |
| 53            | إميليا فهلين (طريق) | 22            |
| 54            | Victorie Guilman ‏   | 36            |
| 55            | لورين كيتشن         | OTL           |
| 56            | Évita Muzic ‏        | 32            |

| فريق سنويب للسيدات ‏ SUN | فريق سنويب للسيدات ‏ SUN | فريق سنويب للسيدات ‏ SUN |
| ----------------------- | ----------------------- | ----------------------- |
| م                       | عداء                    | مرتبة                   |
| 62                      | لوسيندا براند           | 5                       |
| 63                      | ليا كيرشمان             | 18                      |
| 64                      | جولييت لابوس            | 31                      |
| 65                      | فلورتجي ماكايج          | 2                       |
| 66                      | Coryn Rivera (طريق)     | 77                      |
| 68                      | ليان ليبرت (طريق)       | لم يكمل السباق          |

| Ceratizit Pro Cycling ‏ WNT | Ceratizit Pro Cycling ‏ WNT | Ceratizit Pro Cycling ‏ WNT |
| -------------------------- | -------------------------- | -------------------------- |
| م                          | عداء                       | مرتبة                      |
| 71                         | إيريكا ماجندي              | 72                         |
| 72                         | Kathrin Hammes ‏            | 56                         |
| 73                         | Gabrielle Pilote Fortin ‏   | لم يكمل السباق             |
| 74                         | أني سانستيبان              | 28                         |
| 76                         | Lara Vieceli ‏              | لم يكمل السباق             |
| 78                         | Sarah Rijkes ‏              | 86                         |

| EF Education–Tibco–SVB ‏ TIB | EF Education–Tibco–SVB ‏ TIB | EF Education–Tibco–SVB ‏ TIB |
| --------------------------- | --------------------------- | --------------------------- |
| م                           | عداء                        | مرتبة                       |
| 82                          | أليسون جاكسون               | 51                          |
| 83                          | نينا كيسلر                  | لم يكمل السباق              |
| 84                          | Shannon Malseed ‏            | 60                          |
| 85                          | Rozanne Slik ‏               | لم يكمل السباق              |
| 86                          | لورين ستيفنز                | لم يكمل السباق              |

| BTC City Ljubljana ‏ BTC | BTC City Ljubljana ‏ BTC | BTC City Ljubljana ‏ BTC |
| ----------------------- | ----------------------- | ----------------------- |
| م                       | عداء                    | مرتبة                   |
| 91                      | Anastasia Chursina      | 58                      |
| 92                      | Urška Bravec ‏           | لم يكمل السباق          |
| 93                      | Anja Longyka ‏           | لم يكمل السباق          |
| 94                      | حنا نيلسون              | 53                      |
| 95                      | Urša Pintar ‏            | 80                      |
| 96                      | Urška Žigart ‏           | 87                      |

| Team Virtu Cycling Women ‏ TVC | Team Virtu Cycling Women ‏ TVC | Team Virtu Cycling Women ‏ TVC |
| ----------------------------- | ----------------------------- | ----------------------------- |
| م                             | عداء                          | مرتبة                         |
| 101                           | Sara Penton ‏                  | 93                            |
| 102                           | Katrine Aalerud ‏              | 62                            |
| 103                           | صوفيا بيرتيزولو               | 20                            |
| 104                           | لويز هانسن                    | 88                            |
| 105                           | أنوسكا كوستر                  | 38                            |
| 106                           | Rachel Neylan ‏                | 61                            |

| يو أي أيه تيم ‏ ALE | يو أي أيه تيم ‏ ALE   | يو أي أيه تيم ‏ ALE |
| ------------------ | -------------------- | ------------------ |
| م                  | عداء                 | مرتبة              |
| 111                | ثريا بالادين         | 4                  |
| 112                | كلو هوسكينغ          | لم يكمل السباق     |
| 113                | رومي كاسبر           | 81                 |
| 114                | Diana Peñuela ‏       | لم يكمل السباق     |
| 115                | Nadia Quagliotto ‏    | 63                 |
| 116                | Eri Yonamine ‏ (طريق) | 74                 |

| موفيستار للسيدات ‏ MOV | موفيستار للسيدات ‏ MOV       | موفيستار للسيدات ‏ MOV |
| --------------------- | --------------------------- | --------------------- |
| م                     | عداء                        | مرتبة                 |
| 121                   | مارغريتا فيكتوريا غارسيا    | 17                    |
| 122                   | أود بيانيك (طريق)           | 19                    |
| 124                   | ماغورزاتا جاسيسكا (طريق)    | 24                    |
| 125                   | Lorena Llamas ‏              | 73                    |
| 126                   | إيدر ميرينو كورتازار (طريق) | 30                    |
| 127                   | غلوريا رودريغيز             | لم يكمل السباق        |

| Équipe Paule Ka ‏ BIG | Équipe Paule Ka ‏ BIG | Équipe Paule Ka ‏ BIG |
| -------------------- | -------------------- | -------------------- |
| م                    | عداء                 | مرتبة                |
| 131                  | سيسيلي أوتوب لودفيغ  | 10                   |
| 132                  | Elizabeth Banks      | 48                   |
| 133                  | Elise Chabbey ‏       | 37                   |
| 134                  | Nikola Nosková ‏      | 39                   |
| 135                  | Mikayla Harvey ‏      | 26                   |
| 136                  | صوفي رايت            | 89                   |

| أيه آر مونكس برو سيكلينج للسيدات ‏ ASA | أيه آر مونكس برو سيكلينج للسيدات ‏ ASA | أيه آر مونكس برو سيكلينج للسيدات ‏ ASA |
| ------------------------------------- | ------------------------------------- | ------------------------------------- |
| م                                     | عداء                                  | مرتبة                                 |
| 142                                   | Marie-Soleil Blais ‏                   | لم يكمل السباق                        |
| 143                                   | Marina Kurnossova ‏                    | لم يكمل السباق                        |
| 144                                   | إيلينا بيروني                         | لم يكمل السباق                        |
| 146                                   | Olga Shekel ‏ (طريق)                   | 52                                    |

| لوتو بيليسول للسيدات ‏ LSL | لوتو بيليسول للسيدات ‏ LSL | لوتو بيليسول للسيدات ‏ LSL |
| ------------------------- | ------------------------- | ------------------------- |
| م                         | عداء                      | مرتبة                     |
| 151                       | Julie Van de Velde ‏       | 15                        |
| 152                       | Danique Braam ‏            | لم يكمل السباق            |
| 153                       | Dani Christmas ‏           | 55                        |
| 154                       | Marie Dessart ‏            | OTL                       |
| 155                       | شانتال هوفمان             | لم يكمل السباق            |
| 156                       | كيلي فان دن ستين          | 34                        |

| Aromitalia–Basso Bikes–Vaiano ‏ VAI | Aromitalia–Basso Bikes–Vaiano ‏ VAI | Aromitalia–Basso Bikes–Vaiano ‏ VAI |
| ---------------------------------- | ---------------------------------- | ---------------------------------- |
| م                                  | عداء                               | مرتبة                              |
| 161                                | راسا ليليفيتو (طريق)               | لم يكمل السباق                     |
| 162                                | Sofia Beggin ‏                      | 78                                 |
| 163                                | Letizia Borghesi ‏                  | 35                                 |
| 164                                | Angelica Brogi ‏                    | لم يكمل السباق                     |
| 165                                | Carmela Cipriani ‏                  | 69                                 |
| 166                                | Nicole Nesti ‏                      | لم يكمل السباق                     |

| باركهوتل فالكنبورغ ‏ PHV | باركهوتل فالكنبورغ ‏ PHV | باركهوتل فالكنبورغ ‏ PHV |
| ----------------------- | ----------------------- | ----------------------- |
| م                       | عداء                    | مرتبة                   |
| 171                     | صوفي دي فوست            | 68                      |
| 172                     | Nina Buijsman ‏          | لم يكمل السباق          |
| 173                     | Belle de Gast ‏          | OTL                     |
| 174                     | روكسان كنيتيمان         | 33                      |
| 175                     | إستر فان فيين           | 79                      |
| 176                     | ديمي فوليرينغ           | 3                       |

| بيبينك ‏ BPK | بيبينك ‏ BPK       | بيبينك ‏ BPK    |
| ----------- | ----------------- | -------------- |
| م           | عداء              | مرتبة          |
| 181         | تاتيانا جوديرزو   | 25             |
| 182         | Vania Canvelli ‏   | لم يكمل السباق |
| 183         | سيمونا فرايبسي    | لم يكمل السباق |
| 184         | Katia Ragusa ‏     | 47             |
| 185         | Nicole Steigenga ‏ | لم يكمل السباق |
| 186         | Silvia Valsecchi ‏ | لم يكمل السباق |

| فالكار سيلانس ‏ VAL | فالكار سيلانس ‏ VAL   | فالكار سيلانس ‏ VAL |
| ------------------ | -------------------- | ------------------ |
| م                  | عداء                 | مرتبة              |
| 191                | مارتا كافالي (طريق)  | 27                 |
| 192                | Alice Maria Arzuffi ‏ | لم يكمل السباق     |
| 193                | إليسا بالسامو        | 83                 |
| 194                | Vittoria Guazzini ‏   | 50                 |
| 195                | Barbara Malcotti ‏    | لم يكمل السباق     |
| 196                | Dalia Muccioli ‏      | 84                 |

| Health Mate–Cyclelive Team ‏ HMT | Health Mate–Cyclelive Team ‏ HMT | Health Mate–Cyclelive Team ‏ HMT |
| ------------------------------- | ------------------------------- | ------------------------------- |
| م                               | عداء                            | مرتبة                           |
| 202                             | Veronika Kormos ‏                | لم يكمل السباق                  |
| 203                             | Esther Meisels ‏                 | لم يكمل السباق                  |
| 204                             | Christina Schweinberger ‏        | لم يكمل السباق                  |
| 205                             | Suzanne Verhoeven ‏              | OTL                             |
| 206                             | Kylie Waterreus ‏                | 90                              |

| Hagens Berman–Supermint ‏ HBS | Hagens Berman–Supermint ‏ HBS | Hagens Berman–Supermint ‏ HBS |
| ---------------------------- | ---------------------------- | ---------------------------- |
| م                            | عداء                         | مرتبة                        |
| 211                          | ليلي وليامز                  | 71                           |
| 212                          | ويتني أليسون                 | 66                           |
| 213                          | Leigh Ann Ganzar ‏            | 54                           |
| 214                          | ليندسي غولدمان               | 59                           |
| 215                          | هارييت أوين                  | لم يكمل السباق               |
| 216                          | Liza Rachetto ‏               | لم يكمل السباق               |

| فريق كوجياس ميتلر لوك برو للدراجات ‏ CGS | فريق كوجياس ميتلر لوك برو للدراجات ‏ CGS | فريق كوجياس ميتلر لوك برو للدراجات ‏ CGS |
| --------------------------------------- | --------------------------------------- | --------------------------------------- |
| م                                       | عداء                                    | مرتبة                                   |
| 221                                     | Maria Novolodskaya ‏                     | 29                                      |
| 222                                     | غولناز خاتونتسيفا                       | لم يكمل السباق                          |
| 223                                     | Antri Christoforou ‏ (طريق)              | 40                                      |
| 224                                     | Olga Deyko ‏                             | لم يكمل السباق                          |
| 225                                     | Elizaveta Oshurkova ‏                    | لم يكمل السباق                          |
| 226                                     | Anastasiia Pliaskina ‏                   | لم يكمل السباق                          |

| دولتشيني فان إيك بروكسيموس ‏ DVE | دولتشيني فان إيك بروكسيموس ‏ DVE | دولتشيني فان إيك بروكسيموس ‏ DVE |
| ------------------------------- | ------------------------------- | ------------------------------- |
| م                               | عداء                            | مرتبة                           |
| 231                             | Tetyana Riabchenko              | 64                              |
| 232                             | Séverine Eraud ‏                 | لم يكمل السباق                  |
| 233                             | Pascale Jeuland-Tranchant       | لم يكمل السباق                  |
| 234                             | Marion Sicot ‏                   | 57                              |
| 235                             | Saartje Vandenbroucke ‏          | لم يكمل السباق                  |
| 237                             | Mieke Docx ‏                     | لم يكمل السباق                  |

## وصلات خارجية
- لمحة عن سباق لييج-باستون-لييج للسيدات 2019 على موقع  ProCyclingStats   (برو  سايكلنج  ستاتس) - إحصاءات  محترفي  الدراجات.
- لييج-باستون-لييج للسيدات 2019 على موقع إحصائيات الدراجات الإحترافية (الإنجليزية)